# Cơm rượu

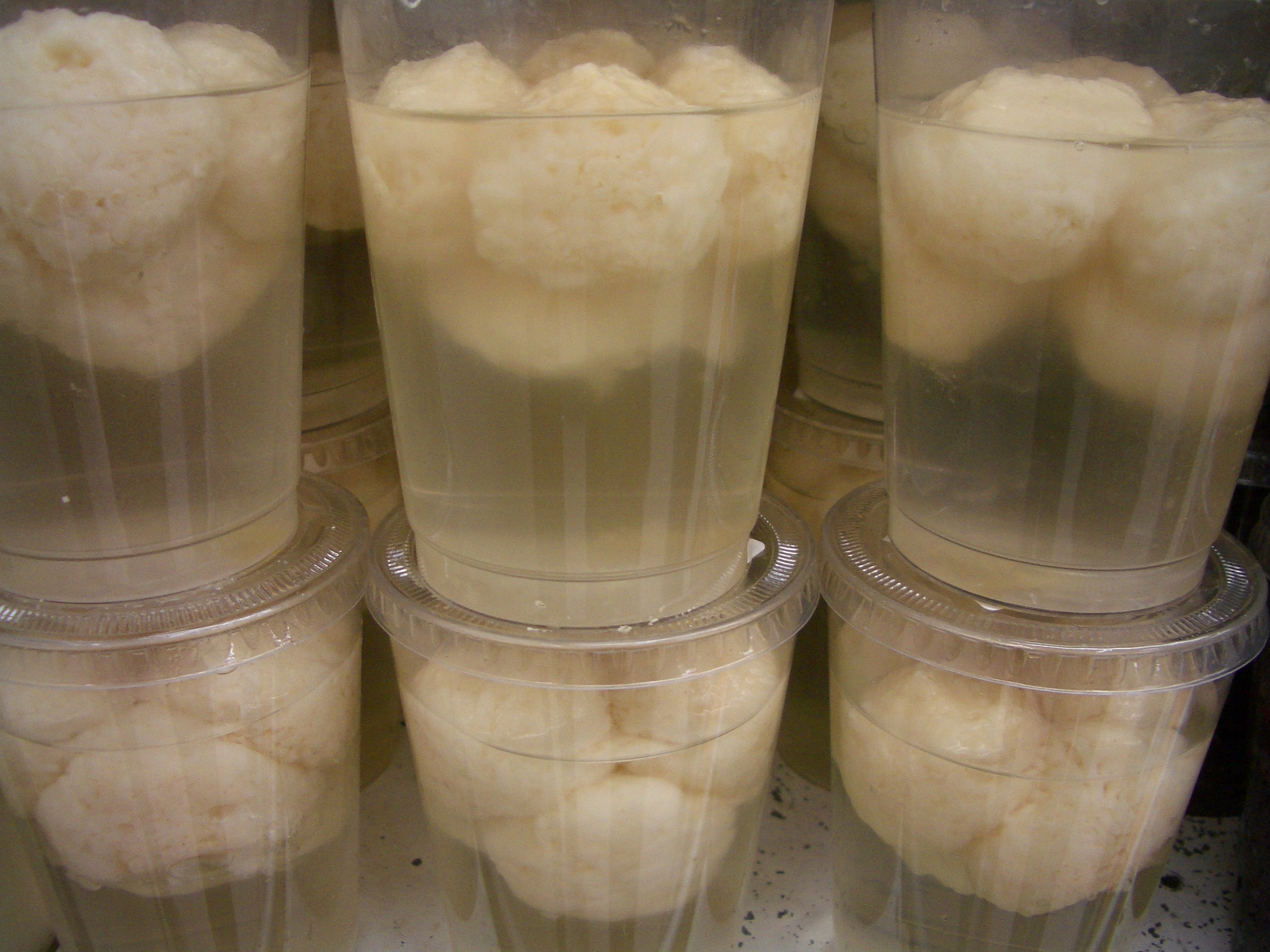
Vasos plásticos que contienen cơm rượu.

El cơm rượu es un postre tradicional de Vietnam del Sur, hecho de arroz glutinoso.
Para prepararlo, el arroz es cocinado y mezclado con levadura, y enrollado en pequeñas bolas. Las bolas son servidas en un líquido blanco lechoso y ligeramente alcohólico que proviene del vino de arroz, y que también contiene pequeñas cantidades de azúcar y sal. El plato es comido con una cuchara.
En Vietnam del Norte, un postre similar (que es espeso y no líquido, y no está hecho en bolas) es llamado rượu nếp.